# Chiến hạm Kasuga
Kasuga Maru (春日丸) là một tàu chiến gỗ chạy bằng động cơ hơi nước của Nhật Bản thời Bakumatsu và đầu thời kỳ Minh Trị, phục vụ hải quân Phiên Satsuma, và sau đó là Hải quân Hoàng gia Nhật Bản vào thời kỳ đầu. Tàu ban đầu được đặt tên là Keangsoo, là một tàu vận tải bằng gỗ được chế tạo cho Hải quân Đế quốc Trung Quốc. Tàu đóng vào năm 1862 bởi xưởng Whites tại Cowes, tàu là một phần của nhóm tàu Lay dưới quyền Osborn tham gia chống cuộc nổi loạn Thái Bình Thiên Quốc.

## Thiết kế
Keangsoo là tàu vận tải quân sự lớn nhất trong đội tàu Lay-Osborn. Chiều dài tổng thể của tàu là 73,6 mét (241,5 feet). Tàu có trọng tải chiếm chỗ là 1.000 tấn Anh (1.016 tấn). Hệ thống động cơ bao gồm một động cơ hơi nước xi lanh dao động 300 mã lực (220 kW), được chế tạo bởi Day & Co. của Southampton, được trang bị bốn nồi hơi; tuy nhiên, trong các thử nghiệm, tàu đã được chứng minh sức chạy tới 2.279 mã lực (1.699 kW). Động cơ của tàu tạo ra tốc độ trung bình 16,9 hải lý trên giờ (31,3 km/h; 19,4 mph), trong khi với hai nồi hơi, tàu có thể hoạt động ở tốc độ trung bình 14,2 hải lý trên giờ (26,3 km/h; 16,3 mph).
Vũ khí chính trên tàu là súng 68-pounder. Vũ khí phụ gồm bốn khẩu súng dài 18-pounder.

## Đóng tàu và phục vụ

### Lay-Osborn Flotilla
Keangsoo là một tàu vận chuyển bằng gỗ, được đặt tại xưởng đóng tàu tại Cowes trên đảo Wight vào năm 1862 và ra mắt vào ngày 5 tháng 3 năm 1863. Whites đã nổi tiếng vì giành được hợp đồng với Hải quân Ottoman trong những năm 1850. Tàu là soái hạm của Flotilla Lay-Osborn, tên được đặt cho một nhóm tàu quân sự đã được sắp xếp để gửi đến Trung Quốc bởi Horatio Nelson Lay, người sau đó là Tổng Thanh tra Hải quan cho Đế quốc Trung Quốc, để giúp đàn áp Cuộc nổi dậy Thái Bình Thiên Quốc đang diễn ra. Dịch Hân của triều đình Thanh đã cho phép Lay tiếp tục thực hiện nhiệm vụ này và cung cấp kinh phí để mua tàu. Trong khi tàu khác, chẳng hạn HMS Africa (đổi tên thành China) được mua từ Anh, Keangsoo là một trong ba vận tải quân sự cùng với Tietsin và Kwangtung được mua. Chính phủ Anh đã cho phép nhập ngũ các thủy thủ Anh phục vụ cho đội tàu Trung Quốc, và thuyền trưởng Sherard Osborn được chọn để chỉ huy hạm đội, con tàu đặt dưới sự chỉ huy trực tiếp của Forbes.
Keangsoo đã trải qua các thử nghiệm vào tháng 5 năm 1863 trong khi đang di chuyển đến Trung Quốc. Có một vấn đề trong cấu trúc chỉ huy cho hạm đội, vì Chính phủ Trung Quốc dự kiến sẽ nhận các tàu nằm trực tiếp dưới quyền chỉ huy của họ, và đã chỉ định các sĩ quan chỉ huy mới và tên mới cho các tàu. Tuy vậy, Lay và Osborn thỏa thuận thống nhất rằng Osborn sẽ chấp nhận mệnh lệnh từ Lay và Lay chấp nhận mệnh lệnh từ Chính phủ Trung Quốc nếu anh ta được đồng ý một thỏa thuận. Các tàu đến Thượng Hải vào tháng 9 và Trung Quốc từ chối cung cấp các cơ sở phục vụ và trả tài chính vì Osborn không chấp nhận một chỉ huy mới người Trung Quốc. Khi nhà cầm quyền cố gắng mua chuộc thủy thủ đoàn, Osborn đã gửi họ đến Chefoo (nay là Yên Đài). Sau sự can thiệp của một bộ trưởng Anh, hạm đội được lệnh khởi hành đến Ấn Độ cùng với Osborn đưa các tàu Keangsoo, Kwangtung, Amoy và du thuyền Thule đến Bombay (nay là Mumbai). Keangsoo sau đó giải tán thủy thủ đoàn cùng với các tàu khác của hạm đội, sau đó họ bị lệnh phong tỏa cho đến khi kết thúc cuộc nội chiến Mỹ. Sau đó, tàu lại được thuyền trưởng Forbes mua lại một lần nữa, sau khi kết thúc chiến tranh vào năm 1865.

### Chiến tranh Boshin
Khi ở Nagasaki, Keangsoo đã được mua bởi Matsukata Masayoshi, lãnh đạo của Phiên Satsuma vào ngày 3 tháng 11 năm 1867, với số tiền 160.000 ryō (khoảng 250.000 đô la theo tỷ giá hối đoái hiện tại), từ đó tàu được đổi tên thành Kasuga Maru. Với tốc độ 17 hải lý trên giờ (31 km/h) và sáu khẩu pháo, tàu nhanh hơn bất cứ tàu chiến nào trong Hải quân Mạc phủ Tokugawa, và Matsukata dự định chuyển đổi tàu thành tàu chiến chính thức. Tuy vậy do chi phí dự trù cao, giá cao gấp bốn lần ngân sách mà Matsukata đã được ủy quyền, tàu đã bị chi phối bởi gia tộc Shimazu. Tàu đã được chỉ định sử dụng làm tàu chở hàng. Trong cơn tức giận của mình, Matsukata đã từ bỏ quyền chỉ huy con tàu mà họ đã mua, chỉ thấy nó được chuyển thành tàu chiến chỉ vài tháng sau đó dưới sự chỉ huy của Akatsuka Genroku.
Kasuga Maru đã cập cảng Hyōgo vào tháng 1 năm 1868, nơi tàu bị chặn bởi ba tàu của Hải quân Tokugawa: Kaiyō Maru, Banryū Maru và Shōkaku Maru. Tōgō Heihachirō, Đô đốc tương lai của Hạm đội đã gia nhập con tàu vào ngày 3 tháng 1 với tư cách là một sĩ quan hạng ba và một xạ thủ. Đêm ngày 3 tháng 1, Kasuga Maru đã trốn thoát khỏi bến cảng Hyōgo cùng với hai con tàu khác. Tàu bị phát hiện bởi Kaiyō Maru, tàu chiến này đã truy đuổi họ đến eo biển Awa. Họ tấn công nhau ở khoảng cách 1.200-2.500 mét. Cuộc chạm trán được đặt tên là Trận hải chiến Awa và là trận hải chiến đầu tiên ở Nhật Bản giữa hai đội tàu hiện đại. Kasuga Maru trở lại Kagoshima sau cuộc chạm trán đó.

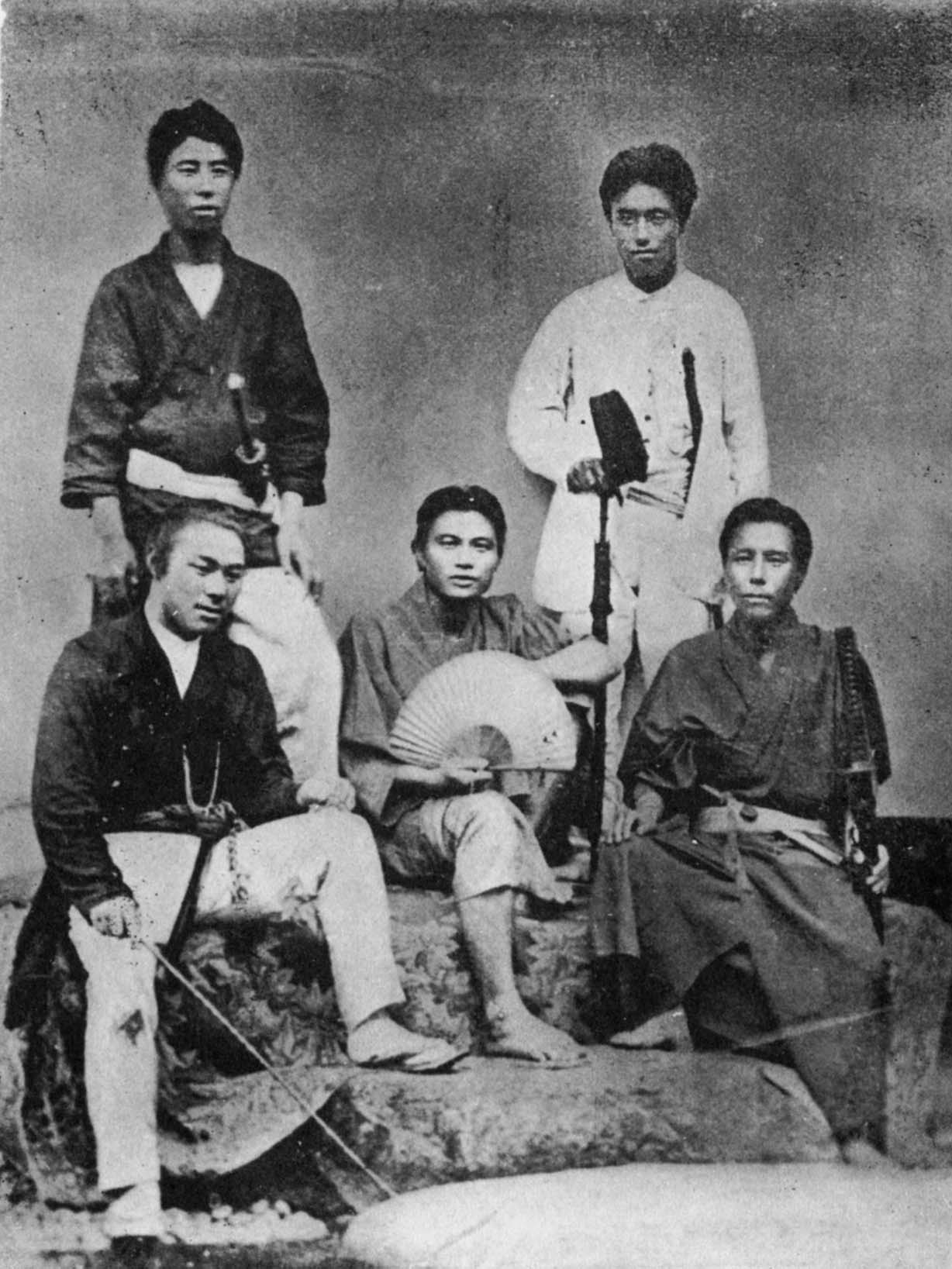
Các chỉ huy của tàu Kasuga, vào tháng 8 năm 1869. Chỉ huy hạng ba Tōgō Heihachirō mặc áo trắng, trên cùng bên phải.

Vào tháng 3 năm 1869, Kasuga Maru đã tham gia vào cuộc hành quân chống lại tàn quân cuối cùng của lực lượng thân Tokugawa ở Hokkaido, nơi họ đã thành lập Cộng hòa Ezo với sự hỗ trợ của một vài cố vấn quân sự Pháp như Jules Brunet. Khi đang ở vịnh Miyako, hạm đội đã phải chịu một cuộc tấn công bất ngờ của tàu Bakufu Kaiten. Kaiten đã tấn công con tàu bọc sắt hiện đại Kōtetsu, nhưng nó bị đẩy lùi bởi tàu Kōtetsu và Kasuga Maru. Cuộc chạm trán đã được đặt tên là trận hải chiến vịnh Miyako. Sau những sự kiện này, Kasuga Maru đã tham gia Trận hải chiến vịnh Hakodate vào tháng 5 năm 1869, cho đến khi diễn ra cuộc đầu hàng lực lượng cuối cùng của Cộng hòa Ezo.

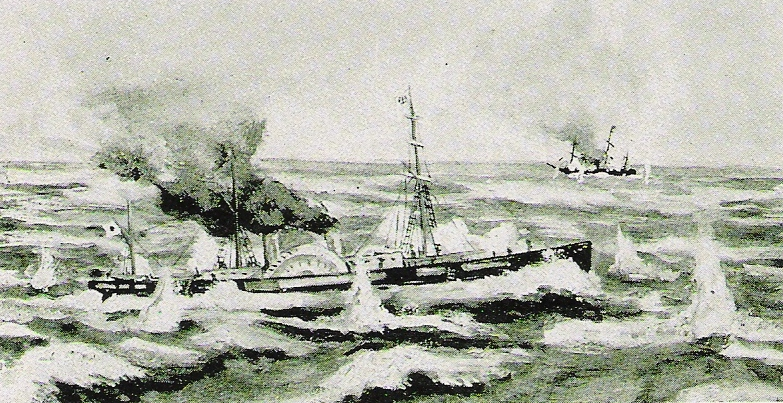
Cuộc chạm trán giữa Kasuga Maru của hải quân Satsuma (đầu) và Kaiyo Maru của Hải quân Mạc phủ Tokugawa (trong), trong Trận hải chiến Awa.

### Hải quân Đế quốc Nhật Bản
Vào tháng 4 năm 1870, Kasuga Maru được chuyển từ Phiên Satsuma sang chính phủ Minh Trị và được giao cho Hải quân Đế quốc Nhật Bản mới thành lập, và được đổi tên thành Kasuga vào thời điểm đó. Năm 1872, dưới sự chỉ huy của Itō Toshiyoshi, tàu đã mang theo các đặc phái viên Nhật Bản đến Hàn Quốc trong nỗ lực của chính phủ Nhật Bản mới lập, nhằm có được sự công nhận ngoại giao từ triều đại Joseon Hàn Quốc. Thất bại của nhiệm vụ này là một trong những nguyên nhân dẫn đến sự cố đảo Ganghwa năm 1875 sau đó, trong thời gian đó Kasuga được giao nhiệm vụ phong tỏa cảng Busan. Dưới sự chỉ huy của Inoue Yoshika, Kasuga cũng là một trong những con tàu tham gia cuộc thám hiểm Đài Loan năm 1874.
Kasuga đã được loại bỏ sử dụng vào năm 1894 và sau đó được giao cho nhóm phá mìn tại Takeshiki trên đảo Tsushima. Tàu đã được bán làm phế liệu vào năm 1902.